# Каблуковы
Каблуковы (Коблуковы) — русский дворянский род.
При подаче документов для включения рода в Бархатную книгу 26 марта 1686 года представители рода помимо родословной росписи предоставили царскую грамоту (1460/61) великого князя Василия Васильевича Алексею Краснослепу (предок Каблуковых) на его вотчину пустошь Хоробровское в Деминской волости Суздальского езда с подтверждением великого князя Ивана Васильевича датируемой октябрём 1462 года.
Род восходит к XV веку. Осип Афанасьевич Каблуков, глава Суздальской сотни, убит под Смоленском в 1617.
Род Каблуковых внесён в VI часть родословной книги Владимирской и Пензенской губерний.

## Описание герба
В щите имеющем золотое поле в верхней части изображены облака, под ними глаз и положенный горизонтально меч, а внизу щита три хлебные снопа, означенные на зелёной траве.
Щит увенчан дворянским шлемом с дворянской на нём короной с тремя страусовыми перьями. Намёт на щите золотой, подложен зелёным. Герб внесён в Общий гербовник дворянских родов Российской империи, часть 2, стр. 116.

## Известные представители
- Каблуковы: Гаврила Григорьевич, Образец Афанасьевич — суздальские городские дворяне (1625—1627).
- Каблуковы: Алексей Образцов, Алексей Фёдорович, Богдан, Матвей и Григорий Гавриловичи, Никита Алексеевич — московские дворяне (1640—1692).
- Каблуков Алексей Фёдорович — воевода в Луху (1662)[3].
- Каблуковы: Иван Алексеевич и Константин Иванович — стольники (1687—1692).
- Каблуковы: Лука и Пётр Богдановичи, Роман Иванович — стряпчие (1690—1693)[4].
- Каблуков Владимир Иванович (1781—1848) — генерал-лейтенант эпохи наполеоновских войн.
- Каблуков Платон Иванович (1779—1835) — генерал-лейтенант эпохи наполеоновских войн.